# Hippolyte Gruener
Hippolyte Washington Gruener (* 23. Februar 1869 in New Haven, Connecticut; † 21. Februar 1961 in Cleveland, Ohio) war ein US-amerikanischer Chemiker.

## Leben

### Familie und Ausbildung
Der aus New Haven im Bundesstaat Connecticut gebürtige Hippolyte Gruener, Sohn des Leopold Gruener und dessen Ehefrau Katharine Kern, wandte sich nach dem Besuch der öffentlichen Schulen dem Studium der Chemie an der Yale University zu, dort erwarb er 1891 den akademischen Grad eines Bachelor of Arts, 1893 erfolgte seine Promotion zum Ph. D. Im Anschluss betrieb er postgraduale Studien an der Ludwig-Maximilians-Universität München sowie an der Friedrich-Wilhelms-Universität in Berlin.
Hippolyte Gruener, Angehöriger der protestantischen Glaubensgemeinschaft, Anhänger der Republikaner, heiratete am 21. Juni 1899 die aus Cleveland stammenden May Cole. Dieser Verbindung entstammten die Kinder Theodore, Katharine Lange und James Cole. Der in der Coventry Road in Cleveland Heights residierende Gruener starb Ende Februar 1961 zwei Tage vor Vollendung seines 92. Lebensjahres.

### Beruflicher Werdegang
Hippolyte Gruener erhielt nach seinem Studienabschluss im Jahre 1895 eine Anstellung als Instructor in Chemistry am Adelbert College der Western Reserve University in Cleveland, dort wurde er 1898 zum Assistant Professor of Chemistry befördert. 1907 wechselte er auf eine ordentliche Professur in seinem Fachgebiet an das Mather College der Western Reserve University, 1939 wurde er feierlich in den Ruhestand verabschiedet.
Hippolyte Gruener, einer der führenden Chemiker der Vereinigten Staaten in der ersten Hälfte des 20. Jahrhunderts, hielt Fellowships in der American Association for the Advancement of Science, in der American Public Health Association, sowie Mitgliedschaften in der American Chemical Society  sowie in der Deutschen Chemischen Gesellschaft inne. Ihm zu Ehren wurde an der Case Western Reserve University der Hippolyte Gruener Prize for merit in chemistry ins Leben gerufen, welcher alljährlich an erfolgreiche Chemiestudenten vergeben wird.

## Schriften
- Untersuchungen über die Haltbarkeit von Brechweinsteinlösungen, in: Zeitschrift für Analytische Chemie, v. 34, no. 1,  J.F. Bergmann, München, 1895, S. 72–73.
- The vapor pressure of sulphur at low temperatures, in: Journal of the American Chemical Society, v. 29, no. 10, American Chemical Society, Washington etc., 1907, S. 1396–1402.
- Silver nitrate formed by the action of nitric aid on silver sulphide, in: Journal of the American Chemical Society, v. 32, no. 9, American Chemical Society, Washington etc., 1910, S. 1030–1032.
- The progress of water filtration, with special reference to Cleveland, in: Western Reserve University bulletin. v. 16, no. 7, Western Reserve University, Cleveland, O., 1910, S. 159–171.
- Chemistry: the science of matter and its changes, Harper & brothers, New York, London, 1922
- zusammen mit Herman Peter Lankelma: Organic chemistry, Cleveland, O., 1933
- Chemical industries in Cleveland in 1895 and in 1934, Cleveland, O., 1937
- zusammen mit Herman Peter Lankelma: Introduction to organic chemistry, American book company, New York, Cincinnati [etc.], 1939
- zusammen mit Herman Peter Lankelma, Oliver Grummitt: Laboratory experiments in organic chemistry, Cleveland, 1946
- The story of chemistry; the nature and structure of matter--how chemistry is utilized in our present day economic and industrial development, in: Popular science library [1], P. F. Collier, New York, 1954